# Říčany
Říčany (deutsch Ritschan) ist eine Stadt mit 16.775 (1. Januar 2023) Einwohnern in der Region Středočeský kraj in Tschechien.

## Lage
Říčany liegt an der südöstlichen Grenze der Hauptstadt Prag am Říčanský potok, an dessen Verlauf in der Stadt die Teiche Marvánek und Mlýnský rybník angelegt wurden. Durch Říčany verläuft auch die Eisenbahnstrecke von Prag nach Beneschau. Der Bahnhof befindet sich in der Stadtmitte. Durch den Ortsteil Radošovice fließt die Rokytka.

## Geschichte
Die älteste Besiedlung erfolgte bereits zur Zeit der Kelten. Neben deren Keramik wurden auch Eisenschmelzöfen aus der Römerzeit und Grabstätten erster Slawen gefunden. Říčany war auch die letzte Station auf dem Salzweg von Hallstadt nach Prag. Der zweite Handelsweg durch den Ort führte nach Mähren, Polen und Ungarn. In der Zeit der Christianisierung Böhmens entstand im Ort das erste Dekanat.

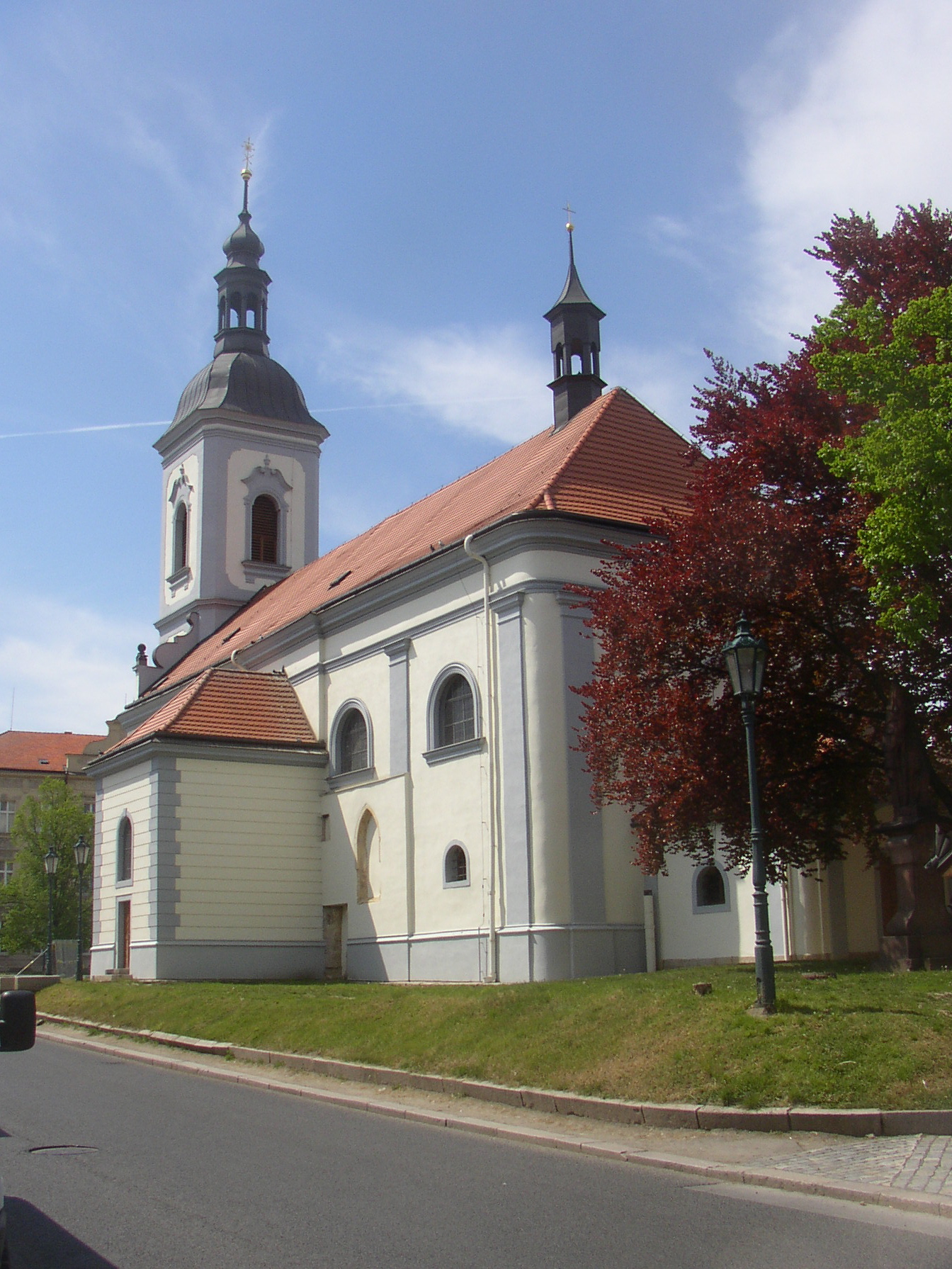
Kirche des Hl. Peter und Paul

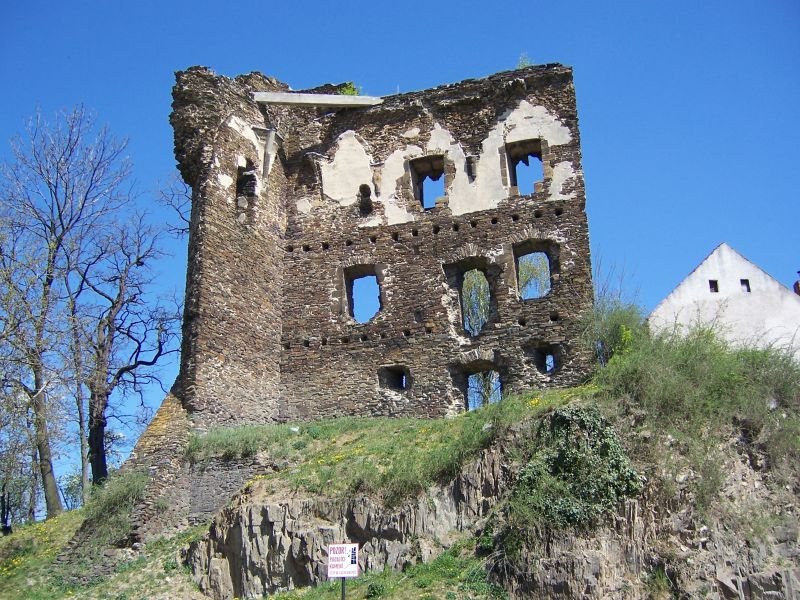
Ruine der Burg Říčany

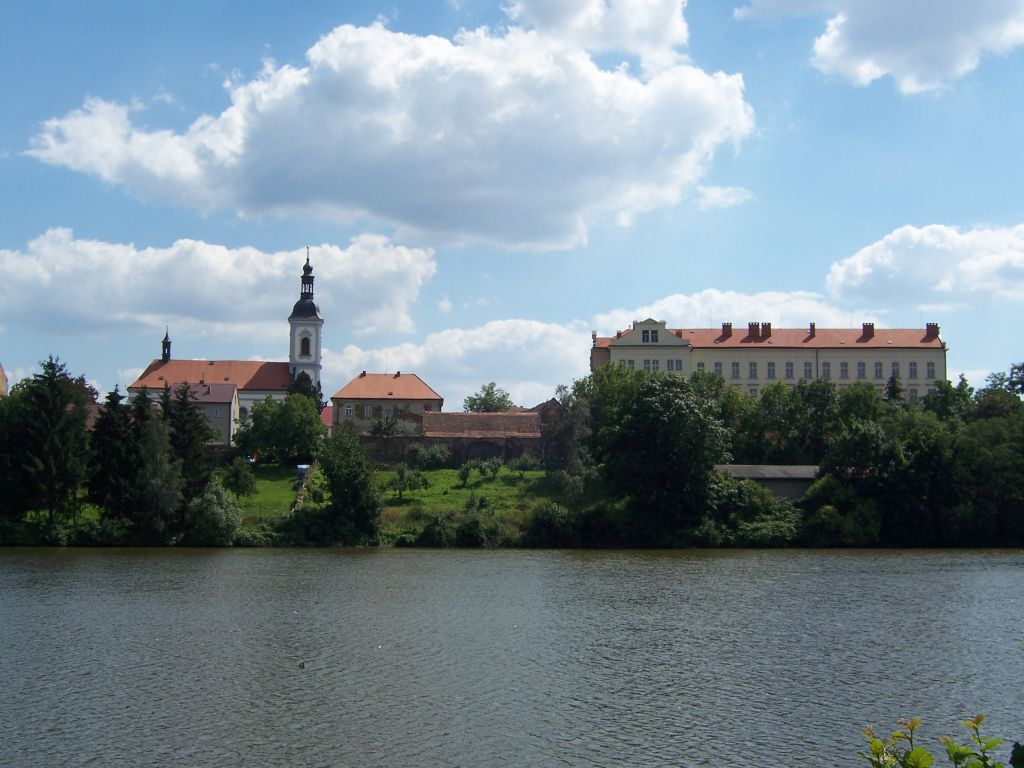
Stadtzentrum

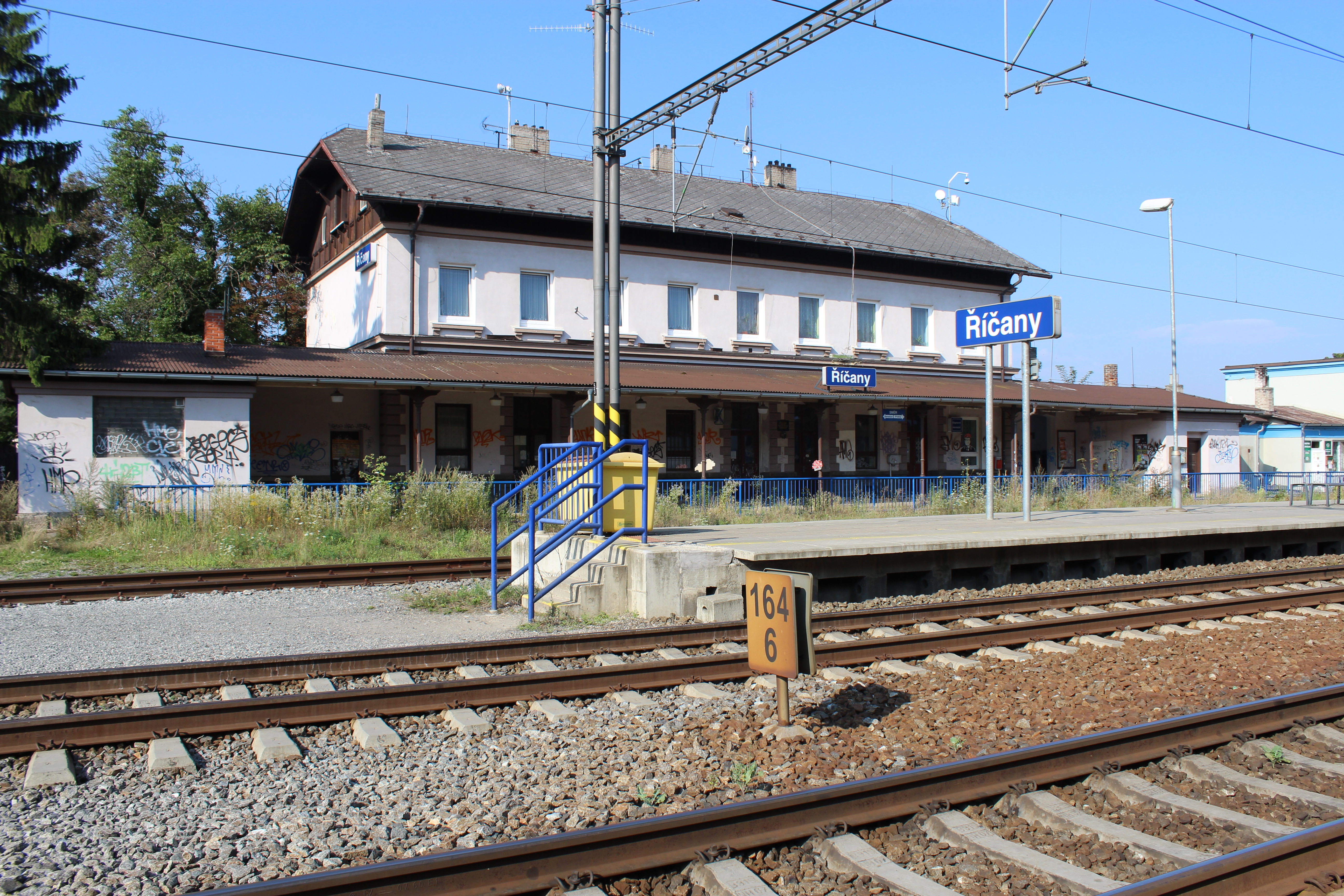
Bahnhof

Im 13. Jahrhundert schenkte Ottokar II. Přemysl Říčany den Herren von Všechrom, einer Adelsfamilie, die im Königreich hohe Ämter innehatte und von denen vor allem Peter (1260) und Andreas schriftlich erwähnt wurden. Um 1270 baute Andreas, Kämmerer des Königreichs Böhmen, in der Nähe eine Burg nebst Vorhof auf. An die gotischen Gebäude erinnern heute noch Ruinen der Burg. Fresken aus dieser Zeit befinden sich noch in der Kirche des Hl. Peter und Paul.
Den Aufschwung der Siedlung beendeten die Hussitenkriege. Zur Zeit als sich alle drei hussitischen Einheiten vereinigten und auch untereinander Einigkeit herrschte, belagerten diese 1420 die Burg. Zwischen den Belagerern und den Belagerten wurde zunächst vereinbart die Tore der Burg zu öffnen und den Insassen freies Geleit zu geben. Einige Flügel der Hussiten, vor allem die Taboriten, hielten sich nicht an diese Abmachung. Sie stürmten die Burg, begannen mit der Brandschatzung und hielten einige Priester und Burginsassen fest.
Nach den Hussitenkriegen wechselten die Eigentümer in rascher Folge. Zunächst gehörte der Ort zur Hauptstadt Prag, danach den Herren Popel von Vestec, seit 1486 Trčka von Lípa, unter denen das Dorf wieder einen wirtschaftlichen Aufschwung erlebte. 1551 kauften Ostrov von Kralowitz die Ländereien und 1572 Smiřický von Smiřice. Jaroslav Smiřický verlegte zwar nach sieben Jahren seinen Sitz auf das neu erbaute Schloss in Aurinowes, beschaffte den Bürgern der Stadt jedoch vom Kaiser Maximilian II. 1575 die Bestätigung der Stadtrechte, ein neues Wappen und Siegel. Nach dem Ständeaufstand in Böhmen (1618) wurde die Stadt konfisziert, die Burg verlassen.
Während des Dreißigjährigen Krieges wurde die Stadt völlig vernichtet, eine Reihe von Dörfern in der Umgebung gingen gänzlich unter. Doch bereits in der zweiten Hälfte des 17. Jahrhunderts wählten die Bewohner einen neuen Stadtrat, bestimmten einen Hauptmann und riefen eine Verwaltung mit zwölf Schöffen ins Leben.
Im Zuge der Ablösung der Patrimonialherrschaften in Böhmen wurde Říčan 1849 Sitz eines Bezirksgerichts. 1850 wurde die Stadt dem neuen politischen Bezirk Eule zugeordnet. 1869 wurde Říčany an das Eisenbahnnetz angeschlossen und damit zum wirtschaftlichen Zentrum der Region. Die gute Verkehrsanbindung und Nähe zur Hauptstadt führten zur schnellen Ansiedlung von Handel und Handwerk. Prager Bürger bauten im Ort Luxusvillen und Sommersitze. Ab 1869 gehörte die Stadt zum Bezirk Böhmisch Brod und ab 1898 zum Bezirk Žižkov.
Seit 1896 gehört auch das Oliveum zur Stadt. Gegründet wurde es vom Ehepaar Olivov als Erziehungsanstalt für „sittlich bedrohte“ Kinder. Während des Zweiten Weltkrieges diente es als Erholungsheim, dann als Sanatorium für Tuberkulose. Heute ist es eine Heilanstalt für respiratorische Kinderkrankheiten.
In Vorbereitung der Eingemeindung der Stadt Žižkov nach Prag wurde 1921 der Sitz der Bezirkshauptmannschaft Žižkov nach Říčany verlegt. 1925 erhielt der Bezirk den neuen Namen Okres Říčany/Bezirk Říčan. Zum 1. Juni 1942 verlor Říčany ihren Status als Bezirksstadt; die Bezirke Eule und Ritschan wurden zum neuen Bezirk Prag-Land-Süd/Okres Praha-venkov-jih mit Sitz in Prag vereinigt. Nach dem Ende des Zweiten Weltkrieges wurde der Okres Říčany am 27. November 1945 wiedererrichtet. Bei der Gebietsreform von 1960 wurde der Okres Říčany aufgehoben und die Stadt dem Okres Praha-východ zugeordnet.

## Ortsgliederung
Die Stadt Říčany besteht aus den Ortsteilen Jažlovice, Krabošice, Kuří, Pacov, Radošovice, Říčany, Strašín und Voděrádky.

## Verwaltungsgebiet
Die Stadt ist Verwaltungsbehörde für 52 Gemeinden, darunter drei Städte.

## Schulwesen
In der Stadt befinden sich drei Grundschulen und zwei Gymnasien, das staatliche Gymnázium Říčany und ein privates Masarykovo klasické gymnázium.

## Persönlichkeiten

### Söhne und Töchter der Stadt
- Andreas von Dauba (Ondřeje z Dubé) (1320–1412), Höchster Richter des Königreichs Böhmen, siedelte auf der Burg Zlenice (Hláska u Senohrab).
- Diwisch von Rican (Diviš ze Říčan), der Gesandte des Kaisers Sigismund 1415 bat, die Aufhebung des Begleitschutzes des Jan Hus nicht zuzulassen. Dabei war er selbst kein Anhänger des Predigers.
- Rudolf Horowetz (* 1865), Präsident des Allgemeinen Pensionsanstalt und Wirtschaftsminister der Tschechoslowakischen Republik, Leiter des Amtes für Außenwirtschaftsbeziehungen und erster Vorsitzender des Orientalinstituts
- Gustav Trnka (* 1888), Historiker
- Jan Tichý (* 1890), Entomologe, nach dem der Käfer Pristonychus Tichyi Kult benannt wurde
- Ferdinand Vach (1860–1939), Gründer des Gesangsvereins Mährischer Lehrer
- Zdeněk Pouzar (1932–2023), Mykologe
- Aneta Langerová (* 1986), Sängerin

### In der Stadt lebten und wirkten
- Karel Havlíček Borovský war Abgesandter der Stadt und Region in die Versammlung von Kremsier
- Antonín Švehla, Hofbesitzer aus Hostivař, war ebenfalls als Abgesandter der Region gewählt.

## Sehenswürdigkeiten
- Ruine der Burg Říčany, westlich von Masarykovo náměstí
- Kirche des Hl. Peter und Paul auf dem Masarykovo náměstí
- Mariensäulen auf dem Masarykovo náměstí

## Partnergemeinden
Říčany ist seit 2017 verpartnert mit der Stadt Borken in Nordrhein-Westfalen.